# ماریسیو سالیس
ماریسیو سالیس (انگلیسی: Mauricio Solís؛ زادهٔ ۱۳ دسامبر ۱۹۷۲) یک بازیکن فوتبال اهل کاستاریکا است.
وی همچنین در تیم ملی فوتبال کاستاریکا بازی کرده‌است.